# Caraxar

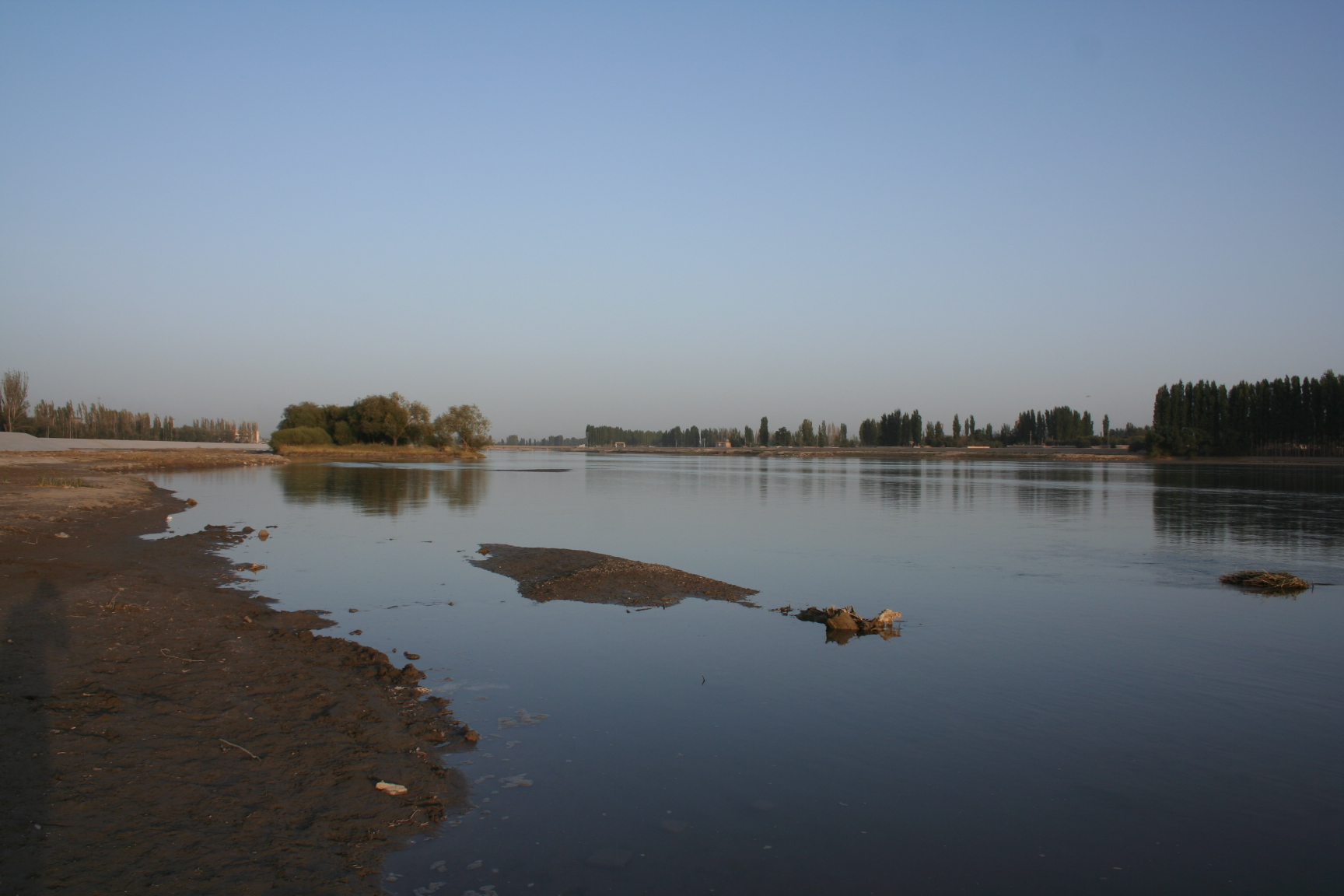
Río Kaidu

Caraxar (en uigur: قاراشەھەر, romanizado: Qarasheher; romanizado.: Qarasheher, Karashahr) o Yanqi (en chino simplificado y tradicional, 焉耆; pinyin, Yānqí; Wade-Giles, Yen-ch’i) es una ciudad antigua en la Ruta de la Seda y la capital del Condado autónomo Yanqi en la Prefectura autónoma mongol de Bayingolin, Sinkiang, República Popular China
A partir del censo de 2000 tenía una población de 29 000  habitantes, pasando a 31 773 personas en 2006; 16 032 de las cuales eran han, 7781 hui , 7154  uigures, 628 mongoles y 178 otras etnias y una población agrícola de 1078 personas.
La ciudad tiene una ubicación estratégica, ya que se encuentra en el río Kaidu (conocido en la antigüedad como Liusha), la Carretera Nacional 314 de China y el Ferrocarril del Sur de Xinjiang, y es un importante centro de distribución de materiales y un centro comercial regional. El pueblo administra diez comunidades. Tiene una población predominantemente musulmana y tiene muchas mezquitas.

## Geografía
La ciudad moderna de Yanqi está situada a unos 24 kilómetros (15 millas) al oeste del lago Bosten. El lago tiene aproximadamente 81 kilómetros (50 millas) de este a oeste y 48 kilómetros (30 millas) de norte a sur con una superficie de aproximadamente 1000 kilómetros cuadrados (390 millas cuadradas), lo que lo convierte en uno de los lagos más grandes de Xinjiang. Se ha destacado desde la época Han por su abundancia de peces. El lago es alimentado por el río Kaidu y el río Konqi sale de él pasando Korla y cruzando el desierto de Taklamakan hasta Lop Nur. Hay muchos otros lagos pequeños en la región.
La ciudad, a la que las fuentes chinas clásicas se refieren como Yanqi, estaba ubicada en el ramal de la Ruta de la Seda que discurría a lo largo del borde norte del desierto de Taklamakan en la cuenca del Tarim.

## Historia

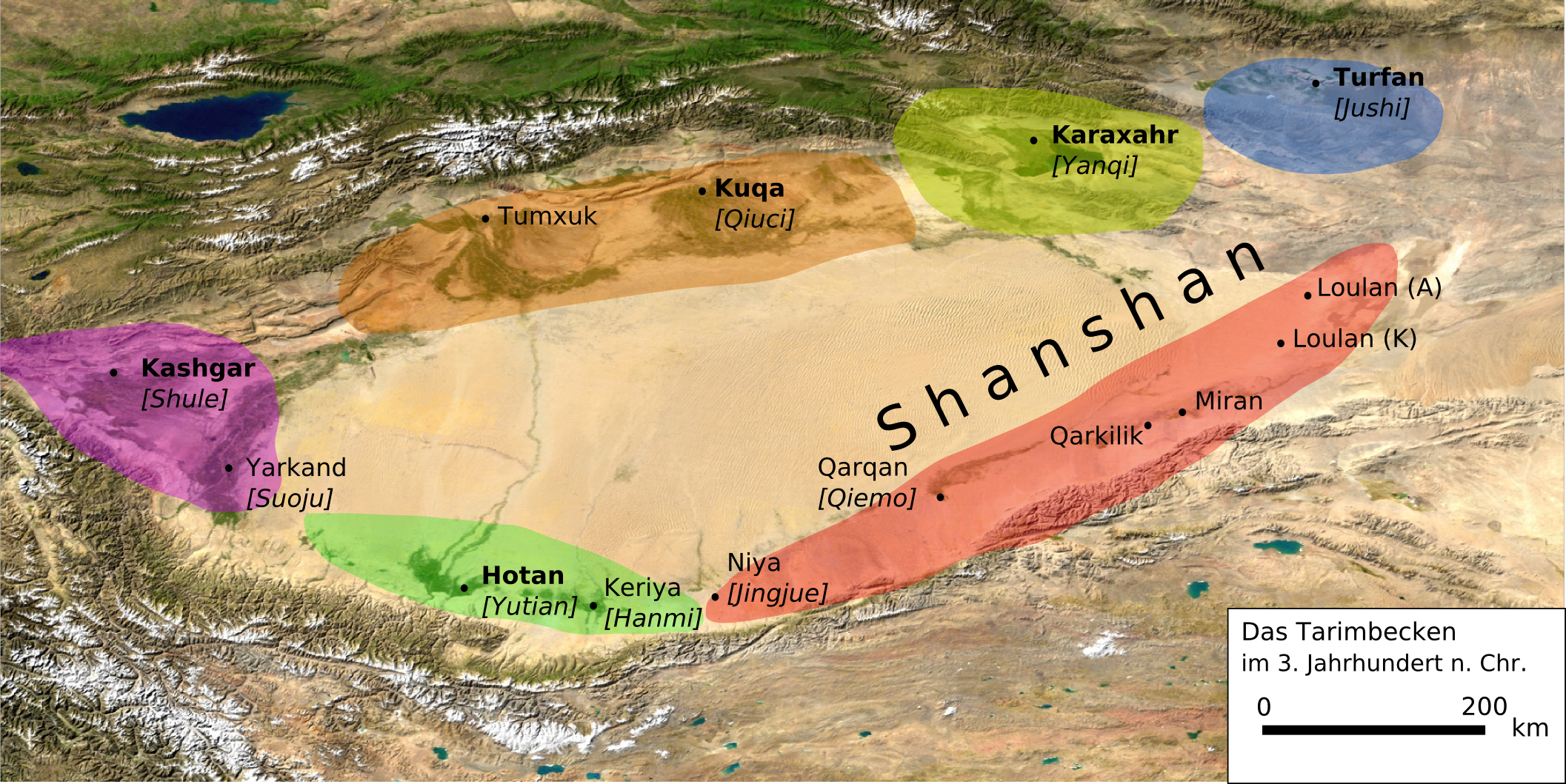
La cuenca del Tarim en el, que muestra los llamados estados tocarios y relacionados.

Los primeros habitantes conocidos de la zona eran un  pueblo indoeuropeo que aparentemente se refería a sí mismo y a la ciudad como Ārśi (pronunciado "Arshi"). Su idioma, desde que fue redescubierto a principios del siglo XX, se conoce como   Tochario A (un nombre inapropiado que resulta de una supuesta relación con los Tukhara de Bactria). La gente y la ciudad también se conocían como Agni, aunque esto puede haber sido un exónimo posterior, derivado de la palabra "fuego" en un idioma indo-iraní como el sánscrito (cognado del inglés "encender"). Agni al chino como O-ki-ni ( MC ZS : * ʔɑ-ɡiɪ-ɳˠiɪ estándar : Āqíní ).
Ārśi limitaba con culturas tocarias relacionadas, muchas de las cuales también hablaban idiomas relacionados: Kuča (o Kucha),  Gumo (más tarde Aksu) al oeste, Turfán al este y al sur, el Reino Loulan
En China, las fuentes de la dinastía Han describen a Yanqi ( Ārśi / Agni ) como un reino vecino relativamente grande e importante. Según el Libro de Han, los diversos estados de las " Regiones Occidentales ", incluido Yanqi, estaban controlados por los nómadas Xiongnu, pero luego quedaron bajo la influencia de la dinastía Han, después de una demostración de fuerza Han contra Dayuan (Fergana) en el finales del siglo II a. C.

Desde el siglo I a. C. en adelante, muchas poblaciones de la cuenca del Tarim, incluidos los Ārśi, se convirtieron al budismo y, en consecuencia, a la influencia lingüística de las lenguas indoiraníes, como el pali, el sánscrito, el bactriano, el gandhari y el khotanese (saka). La ciudad de Ārśi se conoció comúnmente como Agni, casi con certeza derivada del sánscrito अग्नि "fuego". Nombres como Agnideśa (अग्निदेश) y Agni-visaya , ambos en sánscrito para "ciudad de fuego", también se registran en las escrituras budistas.

## Reyes
Los nombres están en pronunciaciones de mandarín moderno basadas en registros chinos antiguos.
- Shun (舜) 58
- Zhong (忠) 88
- Guang (廣) 91
- Yuan Meng (元孟) 94-127
- Long An (龍安) 280
- Long Hui (龍會) 289
- Long Xi (龍熙) 306
- Long Jiushibeina (龍鳩屍卑那) 385
- Tang He (唐和) 448
- Che Xie (車歇) 449
- Qu Jia (麴嘉) 497
- Long Tuqizhi (龍突騎支) 605
- Long Lipozhun (龍栗婆准) 644
- Long Xuepoanazhi (龍薛婆阿那支) 645
- Long Xiannazhun (龍先那准) 649
- Long Tuqizhi (龍突騎支) 650
- Long Nentu (龍嫩突) 651
- Long Yantufuyan (龍焉吐拂延) 719
- Long Chang'an (龍長安) 737
- Long Tuqishi (龍突騎施) 745
- Long Rulin (龍如林) 767-789? / Tang general - Yang Riyou 789